# Закощиков, Александр Павлович
Александр Павлович Зако́щиков (1905—1980) — советский химик-технолог. Доктор технических наук, профессор. Лауреат двух Сталинских премий второй степени.

## Биография
Родился 1 (14 марта) 1905 года в селе Борки (ныне Турковский район (Саратовская область). Образование получил в Воронежском и Донском политехнических институтах; будучи аспирантом, направлялся в командировку в Ташкент. Затем вступил в РККА, в рядах которой работал военным химиком.
Во время Второй Мировой войны Закощиков был директором завода № 562, выпускавшего продукцию для фронта, затем возглавлял НИИ-6. Институт бомбили.
В течение десяти лет учёный возглавлял лабораторию гидролиза растительных отходов сельского хозяйства в Москве, во ВНИИГС.
Был специалистом в области применения целлюлозы и пороходелании, занимался ракетными технологиями. Автор ряда монографий и многих изобретений. Имел сына. Много и успешно занимался преподавательской работой — читал лекции студентам, готовил аспирантов и выпускал кандидатов наук, для чего добился права защищать кандидатские диссертации в НИИ-6 ещё во время войны.
С 1954 г. по 1980 год работал в Московском технологическом институте Минбыта РСФСР (в настоящее время Российский государственный университет туризма и сервиса)
Профессор, доктор технических наук.
Умер 2 августа 1980 года. Похоронен в Москве на Хованском кладбище.

## Награды и премии
- Сталинская премия второй степени (1946) — за разработку и внедрение в промышленность нового вида сырья для производства порохов, обеспечившего значительное увеличение выпуска боеприпасов
- Сталинская премия второй степени (1951) — за разработку нового технологического процесса